# 大角蝽属
大角蝽属是在缅甸琥珀中发现的一类已灭绝的昆虫，隶属于半翅目缘蝽科。目前仅发现一种白垩纪中期的武氏大角蝽（Magnusantenna wuae）若虫的琥珀标本。

## 形态特征
大角蝽身体纤细，触角巨大，几乎等于身体长度，触角分四节：第一节呈夸张的叶状扩展；第二、三和第四节显著地向顶端扩展。头部呈方形，复眼呈球形，位于头部中心两侧，凸起。前胸背板和中胸背板呈梯形。腿纤细。大角蝽是目前发现的触角比例最大的一类昆虫，也是首个具有极为夸张的叶状触角的古生蝽类，是缘蝽科中最早的有关叶状触角的记录。其扩展的触角面可能是为了接收更多的化学信号，增强对潜在寄主植物和周围环境的感觉功能。此外夸张的形态特征还可能在对配偶的定位和吸引中发挥作用，为雌性寻找优质雄性提供了重要的视觉信号。